# Hemidactylus pumilio
Hemidactylus pumilio este o specie de șopârle din genul Hemidactylus, familia Gekkonidae, descrisă de Boulenger 1899. A fost clasificată de IUCN ca specie cu risc scăzut. Conform Catalogue of Life specia Hemidactylus pumilio nu are subspecii cunoscute.